# Chlorogomphus splendidus
Chlorogomphus splendidus – gatunek ważki z rodziny Chlorogomphidae.